# Джустиниани
Джустиниани (Giustiniani) — разветвлённый клан патрициев (альберго), давший семь дожей Генуи, одного — Венеции и на протяжении 200 лет франкократии правивший островом Хиос в Эгейском море.

## Венецианские патриции
Род Джустиниан принадлежал к четырём «евангелическим семействам» Венецианской республики, которые основали монастырь Сан-Джорджо-Маджоре напротив площади Св. Марка. Джустинианы пытались возводить свой род к императору Юстину II, чьи потомки якобы бежали из Константинополя на полуостров Истрия, откуда позднее перебрались в Венецию. Согласно преданию, две ветви семейства, венецианская и генуэзская, происходят от братьев Анжело и Марко, живших около 720 года.
Первым патриархом Венеции был Лоренцо Джустиниани (1381—1456), впоследствии причисленный к лику святых. Маркантонио Джустиниани в 1683—1688 гг. занимал должность дожа. Даниэле Джустиниани был епископом Бергамо в 1664—1697 гг.

## Коммерческая корпорация
Джустиниани занимали видное положение в Латинской империи, но после утраты Константинополя латинский патриарх Панталеоне Джустиниани вынужден был бежать в Венецию. В 1346 г. Джустиниани завоевали Фокею и Хиос, для колонизации которых была создана корпорация из 12 генуэзских нобилей. Все они сменили свои фамилии на «Джустиниани», хотя не являлись родственниками.
Один из членов корпорации был командирован в торговый Брюгге на севере Европы, где предположительно заказал ван Эйку т. н. Дрезденский триптих, который называют также триптихом Джустиниани (в углу створки сохранился их герб). Из Джустиниани рода Лонго своей доблестью во время обороны Константинополя от турок обессмертил себя Джованни Джустиниани.
В 1566 году турки выдавили последних итальянцев с острова. При этом Помпео Джустиниани по прозвищу «Железная рука» (1569—1616) вступил на службу Габсбургов и впоследствии успешно оборонял от турецкого флота Крит.
Генуэзская ветвь рода произвела семь дожей:
- Джаннандреа Джустиниани (1539—1541)
- Паоло Джустиниани Монелья (1569—1571)
- Джованни Агостино Кампи Джустиниани (1591—1593)
- Алессандро Лонго Джустиниани (1611—1613)
- Лука Джустиниани (1644—1646)
- Джованни Антонио Джустиниани (1713—1715)
- Бризио Джустиниани (1775—1777)

В 1784—1785 годах Доменико Тьеполо создаёт во Дворце генуэзских дожей грандиозный плафон «Апофеоз семейства Джустиниани». Дворец был украшен и другими фресками, восхвалявшими славные страницы истории рода.

## Джустиниани в Риме
Сыновья последнего правителя Хиоса перебрались в Рим, приобрели от папы римского княжеский титул и влились в ряды «чёрной знати». Из них Бенедетто Джустиниани носил кардинальскую шапку, а Винченцо Джустиниани собрал замечательную коллекцию антиков и полотен ведущих художников своего времени, и в первую очередь Караваджо. Орацио Джустиниани (1599—1649) пользовался особым покровительством Иннокентия X вследствие родства с папессой Олимпией Майдалькини.
В 1712 г. одна из ветвей рода унаследовала богатства Реканати-Цуккони, а другая в XIX веке — шотландский титул графа Ньюбурга. При распродаже художественных сокровищ Джустиниани в 1808 году Александр I приобрёл «Лютниста» Караваджо через своего личного советника по искусству Василия Рудановского и при посредничестве Доминика Вивана. В 1845—1901 гг. римский палаццо Джустиниани арендовала Русская Православная Церковь.